# 계화면
계화면(界火面)은 대한민국 전북특별자치도 부안군의 북부에 위치한 면이다.

## 역사
면의 대부분은 계화도를 한 모퉁이로 삼아 계화지구 간척사업을 벌이면서 확보된 간척지이며 나머지 지역은 계화도 및 간척지에 이웃한 지역이었다. 섬진강댐 건설로 인해 수몰된 임실군과 정읍군의 이주민들이 많이 정착하였다.

### 연혁
- 1978년 : 계화도(界火島) 간척공사(39.68 km2)가 준공되었다.
- 1983년 2월 15일 : 행안면 계화출장소가 계화면으로 승격하였다.

## 행정 구역
- 계화리
- 궁안리
- 양산리
- 의복리
- 창북리

## 교육

### 초등학교
- 계화초등학교
- 창북초등학교

### 중학교
- 계화중학교